# لشکرکشی علیه دونگ ژئو
لشکرکشی علیه دونگ ژئو یک لشکرکشی تنبیهی بود که توسط ائتلافی از مقامات منطقه ای و جنگ‌سالاران علیه جنگ‌سالار دونگ ژئو در سال ۱۹۰ در اواخر سلسله هان شرقی آغاز شد. اعضای ائتلاف ادعا کردند که دونگ ژو قصد داشت تاج و تخت را با گروگان گرفتن امپراتور شیان و با ایجاد نفوذ قوی در دربار امپراتوری غصب کند. آنها ائتلاف خود را برای حذف دونگ ژئو از قدرت، اینگونه توجیه کردند. این کارزار منجر به تخلیه پایتخت، لوئویانگ و انتقال دربار امپراتوری به چانگ‌آن شد. این پیش‌درآمدی برای پایان سلسله هان و متعاقباً دوره سه امپراتوری بود.
در رمان تاریخی سه پادشاهی، مربوط به قرن چهاردهم، ائتلاف حداقل برای دو حادثه معروف به یاد ماندنی است: یکی قتل هوآ ژیونگ توسط گوان یو. دیگری مبارزه سه به یک بین سه برادر قسم خورده (لیو بی، گوان یو، ژانگ فی) و لو بو است. این دو صحنه اغلب در اپرای چینی به همراه دیگر صحنه‌های معروف رمان بازسازی می‌شوند. با این حال، هر دو حادثه تخیلی هستند. هوا ژیونگ در نبرد با سون جیان کشته شد. لیو بی، گوان یو و ژانگ فی در این کارزار شرکت کردند، اگرچه اقدامات آنها بیشتر توضیح داده نشده‌است، بدون اشاره به اینکه آنها با لو بو مبارزه کردند، که از نظر تاریخی، توسط سون جیان در نبرد شکست خورد.

## زمینه
پس از مرگ امپراتور لینگ در سال ۱۸۹، ژنرال هی جین ژنرال مرزی دونگ ژئو را از شمال غربی به پایتخت شهر لوئویانگ احضار کرد. به دونگ ژئو دستور داده شد تا سربازانش را به پایتخت هدایت کند تا به او در حذف گروه خواجه‌ای، ده ملازم، از دربار امپراتوری کمک کند. با این حال، قبل از ورود دونگ ژئو، نقشه هو جین فاش شد و او توسط خواجه‌ها در ۲۲ سپتامبر ۱۸۹ ترور شد طرفداران هی جین به رهبری یوان شائو پس از ترور به کاخ هجوم بردند و شروع به قتل‌عام خواجه‌ها کردند. امپراتور جوان، شائو و برادر کوچکترش، شاهزاده چنلیو، توسط خواجه‌های بازمانده در طول هرج و مرج از قصر بیرون آورده شدند. امپراتور در جریان فرار خود مهر امپراتوری را از دست داد. آنها در نهایت توسط یک گروه جستجو کشف شدند و توسط دونگ ژئو و افرادش سالم به کاخ هدایت شدند.
متعاقباً، جنگ‌سالار دینگ یوان به دلیل مخالفت با تصمیم دونگ ژئو برای برکناری امپراتور شائو توسط زیردست‌اش، لو بو کشته شد. لو بو سپس به سمت دونگ ژئو فرار کرد.
در سال ۱۹۰، دونگ ژئو امپراتور شائو را خلع کرد و شاهزاده چنلیو را بر تاج و تخت نشاند. این شاهزاده از نظر تاریخی به امپراتور شیان معروف شد. دونگ ژئو خود را به عنوان صدراعظم منصوب کرد، عنوانی که تقریباً ۲۰۰ سال پیش لغو شد. در ۲۶ همان سال، دونگ ژئو، لیو بین (امپراتور سابق شائو) و ملکه دواگر را به قتل رساند.
از آن زمان، دونگ ژئو نفوذ زیادی در دربار امپراتوری ایجاد کرد. او اقتدارگرا بود و هیچ توجهی به سلطنت مطلقه نشان نمی‌داد، زیرا تصمیمات نهایی در مورد سیاست‌ها را بدون مشورت یا درخواست تأیید از امپراتور اتخاذ می‌کرد. او تعدادی از مخالفان خود را در دربار امپراتوری حذف کرد تا تسلط خود را بر دستگاه دولتی بیشتر کند. یوان شائو پس از مخالفت آشکار با تصمیم دونگ ژئو برای برکناری امپراتور شائو از لوئویانگ فرار کرد. دونگ ژئو از این می‌ترسید که یوان شائو علیه او شورش کند زیرا یوان در سیاست نیز شخصیتی تأثیرگذار بود. دونگ ژئو به پیشنهاد مشاور خود توجه کرد و به امپراتور پیشنهاد داد که یوان شائو را به عنوان مدیر بزرگ بوهای منصوب کند که این عنوان یک اقدام مماشات کننده بود.

## سیر وقایع

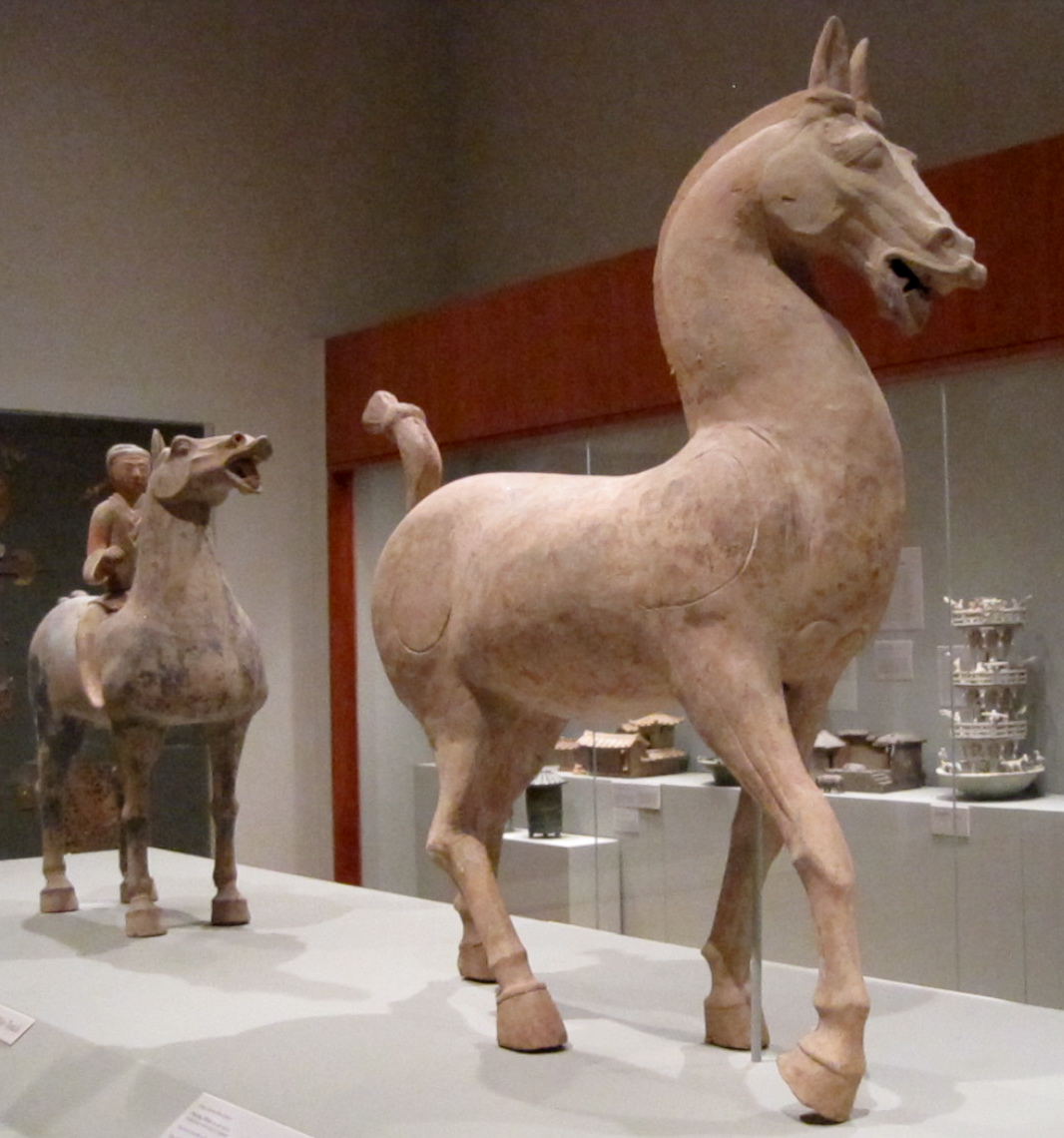
مجسمه‌های سرامیکی یک اسب در حال حرکت (پیش زمینه) و یک سواره نظام سوار بر اسب (پس زمینه)، سلسله هان شرقی (۲۵–۲۲۰ پس از میلاد)

### تشکیل ائتلاف
زمانی که در بوهای بود، یوان شائو با پیشنهاد دونگ ژئو برای انتصاب او به عنوان مدیر بزرگ، مماشات نشد. او قصد داشت یک کودتا را برای برکناری دونگ ژئو از قدرت با شورش آغاز کند، اما توسط هان فو، فرماندار استان جی (冀州) تحت کنترل قرار گرفت.
در همان زمان، مدیر بزرگ فرماندهی دونگ، کیائو مائو، نامه‌های اتهامی علیه دونگ ژئو جعل کرد و او را به عنوان یک خائن به قصد غصب تاج و تخت محکوم کرد و خواستار یک لشکرکشی تنبیهی علیه دونگ ژئو شد. این نامه‌ها به نام مقامات پایتخت در سراسر کشور توزیع شد. مقامات منطقه ای و جنگ‌سالاران در سراسر چین نامه‌ها را دریافت کردند و به درخواست برای برکناری دونگ ژئو از قدرت پاسخ دادند.

در فوریه ۱۹۰، ائتلاف گواندونگ (關東聯軍، به معنای واقعی کلمه: ائتلاف شرق گذرگاه) پس از تجمع چندین مقام منطقه ای و جنگ‌سالاران در شرق گذرگاه هانگو با ارتش خود در پاسخ به فراخوان برای جنگ تنبیهی علیه دونگ ژئو، تشکیل شد. یوان شائو به عنوان رهبر ائتلاف انتخاب شد. نیروهای سون جیان و سائو سائو نیز به ترتیب تحت پرچم یوان شو و ژانگ میائو در این کارزار شرکت کردند. شرکت کنندگان این ائتلاف عبارتند از:
- هان فو، فرماندار (牧) استان جی[۵]
- کونگ ژو، بازرس (刺史)  استان یو[۵]
- لیو دای، مفتش یان استان[۵]
- وانگ کوانگ، مدیر ارشد(太守) هنئی[۵]
- یوان شائو، مدیر کل بوهای[۵]
- ژانگ میائو، مدیر کل چنلیو[۵]
- کیائو مائو، مدیر کل فرماندهی دونگ[۵]
- یوان یی، مدیر کل شانیانگ[۵]
- بائو جین، صدراعظم (相) جیبی[۵]
- ژانگ چائو، مدیر بزرگ گوانلینگ* ژانگ یانگ، مدیر کل شانگ‌دانگ

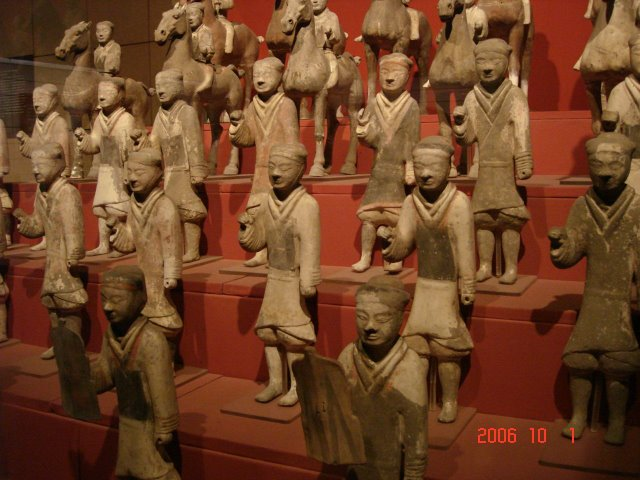
مجسمه‌های سفالی پیاده‌نظام سپردار (پیش زمینه) و سواره نظام سوار بر اسب (پس زمینه)، متعلق به سلسله هان غربی (۲۰۲ قبل از میلاد – 9 پس از میلاد)

نیروهای ائتلاف در چندین نقطه در شرق شهر لویانگ، پایتخت، اردو زدند و عملاً آن را محاصره کردند. مکان اعضای ائتلاف در برابر لوئویانگ به شرح زیر است:
- در شمال، در هنی (河內): یوان شائو، وانگ کوانگ، ژانگ یانگ، یوفولو
- در شرق، در سوانزائو (酸棗): ژانگ میائو، لیو دای، کیائو مائو، یوان یی
- در جنوب، در لوئویانگ (魯陽): یوان شو
- در جنوب شرقی، در یینگ‌چوان (穎川): کنگ ژو
- در شمال شرقی، در یی: هان فو

محاصره منجر به قطع منابع بخش شرقی امپراتوری هان از پایتخت شد که درآمد مالیاتی دولت را به شدت کاهش داد. در پاسخ، دونگ ژئو نه تا از دوازده کولوس فلزی و گنجینه‌های دیگر را ذوب کرد تا برنزی جمع کند که بتواند برای ضرب سکه‌های بیشتری از آن استفاده کند. این سکه‌های جدید باعث تورم افسارگسیخته در سراسر امپراتوری شدند.
علیرغم نمایش چشمگیر قدرت، اکثر ارتش‌های ائتلاف با عجله نگهبانان خانواده و فرصت طلبان برای غارت با تجربه اندک جنگی گرد آمدند. رهبر ائتلاف یوان شائو خود در بسیاری از دهه ۱۸۰ هیچ اقدامی را ندیده بود، زیرا در شش سال سوگواری برای مادرش و سپس پدر خوانده‌اش بود و در طی آن نمی‌توانست در امور نظامی شرکت کند. این در تضاد با مرزنشینان سرسخت دونگ ژئو است که قبلاً در شورش استان لیانگ جنگیده بودند.

### با خاک یکسان کردن لوئویانگ
دونگ ژئو از تشکیل ائتلاف گواندونگ علیه او نگران شد. او پیشنهاد کرد که پایتخت لوئویانگ فوراً تخلیه شود و دربار امپراتوری به چانگان در غرب منتقل شود. همه غیرنظامیان باید لوئویانگ را نیز تخلیه کرده و به چانگان حرکت می‌کردند و تنها دونگ ژئو و ارتشش برای دفاع از لوئویانگ در برابر نیروهای ائتلاف پشت سر می‌ماندند.

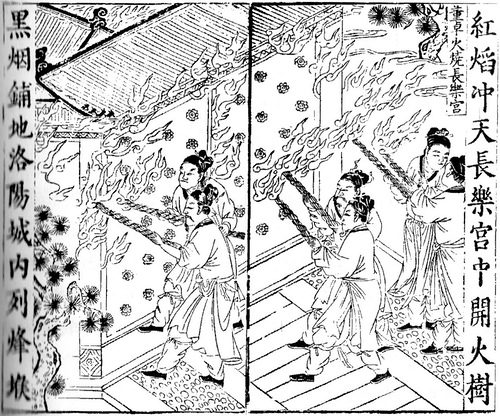
تصویری از سلسله چینگ از شعله‌ور شدن آتش.

پیشنهاد دونگ ژئو با انتقاد شدید سایر مقامات دادگاه روبرو شد، اما دونگ ژئو با عزل هر کسی که مخالف او بود، آنها را ساکت کرد. در ۹ آوریل ۱۹۰، پیشنهاد دونگ ژئو اجرا شد. او به سربازان خود دستور داد تا خانواده‌های ثروتمند لوئویانگ را قتل‌عام و غارت کنند و جمعیت غیرنظامی لوئویانگ را به سمت چانگ‌ان برانند. امپراتور شیان، اشراف، اشراف و مقامات، غیرنظامیان و سربازان دونگ ژئو را در حالی که سفر طولانی خود را به سمت چانگ‌ان انجام می‌دادند، دنبال کردند. هرکسی که از اطاعت از دستور تخلیه به چانگان امتناع می‌کرد، درجا کشته می‌شد. دونگ ژئو همچنین به لو بو دستور داد تا مردان را برای هجوم به مقبره‌های باستانی و تپه‌های دفن برای اشیاء با ارزش و گنجینه خود هدایت کند. پس از تخلیه، لوئویانگ به آتش کشیده شد و با خاک یکسان شد. با توجه به آثار چن شو، از سه پادشاهی «تعداد کشته شدگان بی گناه فراتر از اندازه‌گیری بود.»

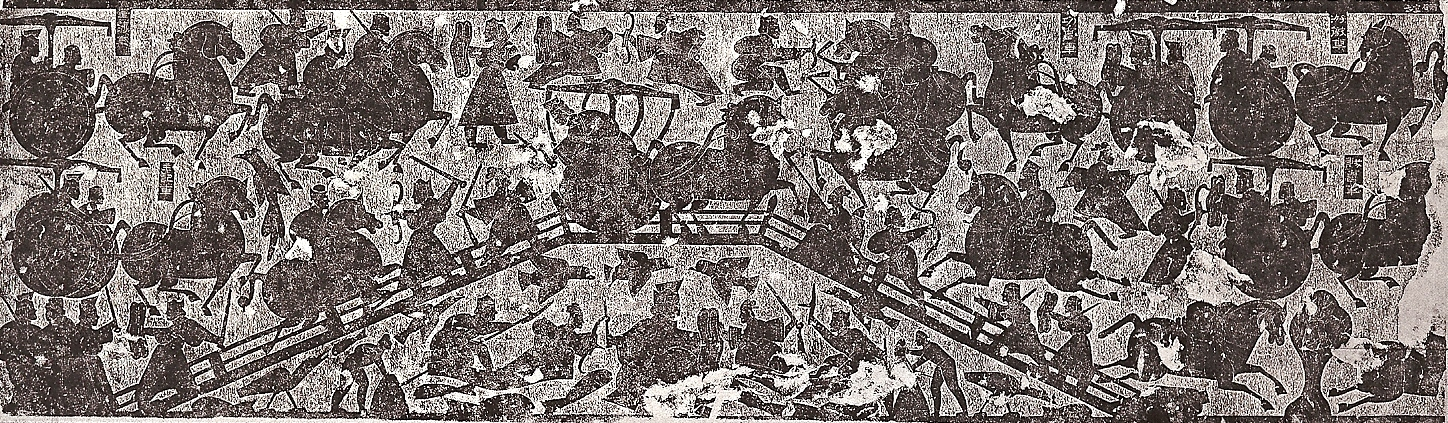
مالش حکاکی با نقش برجسته روی دیوار غربی زیارتگاه خانواده وو در شاندونگ، متعلق به قرن دوم پس از میلاد، که صحنه نبرد را در یک پل نشان می‌دهد.

در سوانزائو (酸棗)، سائو سائو افراد خود را به سمت غرب هدایت کرد تا به نیروهای دونگ ژئو حمله کنند. او توسط یک گروه از ارتش ژانگ میائو به رهبری وی زی (衛茲) دنبال شد. ارتش سائو سائو در نبرد زینگ یانگ توسط نیروهای دونگ ژئو به رهبری شو رونگ شکست خورد و خود سائو سائو در نبرد مجروح شد. سائو هونگ اسب خود را به او تقدیم کرد و او با پای پیاده به دنبال سائو سائو رفت و آنها موفق شدند از میدان نبرد فرار کنند. دونگ ژئو پس از نبرد نیروهای خود را بیرون کشید.
هنگامی که سائو سائو به سوانزائو بازگشت، به ائتلاف پیشنهاد کرد که نیروهای در حال عقب‌نشینی دونگ ژئو را تعقیب کند تا با نشان دادن اینکه ائتلاف هنوز در حال حرکت است، دونگ ژو را تهدید کند. با این حال، ژانگ میائو و سایر حاضران پیشنهاد او را رد کردند. سپس سائو سائو مردانش را به همراه شیاهو دان به یوان شائو در هنی هدایت کرد. پس از خروج سائو سائو، نیروهای ائتلاف مستقر در سوانزائو با کمبود منابع مواجه شدند و متفرق شدند. لیو دای از این فرصت استفاده کرد و کیائو مائو را که از او کینه داشت، کشت.
در همان زمان، دونگ ژئو مردان معتبری مانند هان رونگ (韓融)، یین شیو (陰修)، هومو بان (胡毋班)، وو شیو (吳修) و وانگ گی (王瑰) را فرستاد تا یوان شائو را برای مذاکره جهت آتش‌بس ملاقات کنند. با این حال، یوان شائو تمام مذاکره کنندگان را به جز هان رونگ بازداشت کرد و به قتل رساند. دونگ ژئو از آنجا که صلح غیرممکن بود، به سرعت اردوگاه وانگ کوانگ در هیانگ فورد (河陽津) در شمال لوئویانگ را محاصره کرد و آنقدر شکست خورد که وانگ کوانگ ائتلاف را رها کرد و به خانه خود در فرماندهی تایشان (泰郡) فرار کرد.

### پیشرفت‌های سون جیان
در لویانگ در جنوب، سون جیان، که با ۲۰٬۰۰۰ تا ۳۰٬۰۰۰ سرباز به یوان شو پیوسته بود، توسط یوان درجه ژنرال که شورشیان را سرکوب می‌کند و فرماندار استان یو اعطا شد. یوان، سون را پیشتاز کرد و سان شروع به آموزش افرادش در لوئویانگ کرد.
در زمستان ۱۹۰، دونگ ژئو یک نیروی ده هزار نفری را برای حمله به لوئویانگ فرستاد. در آن زمان، افراد سون جیان در حال برگزاری یک مهمانی مشروب خواری بودند، اما سون جیان با شنیدن این خبر هیچ عکس‌العملی نشان نداد. در عوض، در حالی که نیروهایش به شکلی جمع شده بودند، با آرامش به پخش شراب خود ادامه داد. مردان دونگ ژئو با دیدن چنین نظم و انضباط به اطراف برگشتند و عقب‌نشینی کردند.
در مارس ۱۹۱، سون جیان اردوگاه خود را به سمت شمال به لیانگدونگ (梁東) منتقل کرد، اما افراد او در آنجا از زو رونگ بیشتر بود. او با چند ده مرد، محاصره را شکست. سون جیان که دید با ابای قرمزش به راحتی می‌تواند او را شناسایی کنند، آن را به یکی از دستیاران نزدیک زو مائو (祖茂) داد که سربازان خو رونگ در حالی که سون فرار می‌کرد، او را تعقیب کردند. زو مائو بعداً ابا را روی یک ستون نیمه سوخته آویزان کرد و خود را در علف‌های بلند آن نزدیکی پنهان کرد. دشمنان ستون را محاصره کردند و با احتیاط نزدیک شدند تا اینکه متوجه شدند فریب خورده‌اند و پس از آن عقب‌نشینی کردند.
سون جیان با جمع‌آوری ارتش‌های پراکنده خود، به اردوگاه در یانگرن رفت (陽人؛ گمان می‌رود در نزدیکی ون کوان، روژو، هنان امروزی باشد). این بار دونگ ژئو هوآ شیونگ، هو ژن و لو بو را با ۵٬۰۰۰ نفر برای حمله به سون جیان فرستاد. با این حال، لو بو که فرماندهی سواره نظام را برعهده داشت، با هو ژن رابطه خوبی نداشت و با او درگیر شد. سون جیان از فرصت استفاده کرد و به آنها حمله کرد و نیروهای دونگ ژئو در یک شکست شکست خوردند. هوآ شیونگ توسط سون جیان دستگیر و به سرعت اعدام شد.
در این زمان، شخصی به یوان شو گفت که اگر سون جیان دونگ ژئو را شکست دهد و پایتخت را تصاحب کند، دیگر قابل کنترل نخواهد بود. پس از آن یوان شو به سون جیان مشکوک شد. سان سوار بر صد لی عجیب و غریب از یانگرن به لویانگ در شب رفت تا یوان را ببیند، پس از آن او به دومی گفت: "من در طول نبرد خود را در معرض خطر قرار دادم، با هدف اصلی از بین بردن یک خائن (دونگ ژئو) برای کشور و دوم. برای انتقام مرگ خویشاوندان خود (عموی یوان شو توسط دونگ ژو کشته شد). من از دونگ ژئو کینه شخصی ندارم. این کلمات یوان را شرمنده کرد و او بلافاصله دستور داد تا مواد غذایی را تحویل دهند.
دونگ ژئو از ترس سون جیان، زیردست خود لی جوئه را به عنوان فرستاده فرستاد تا به دنبال صلح و ایجاد اتحاد باشد. لی جوئه همچنین به سون جیان وعده انتصاب در خدمات دولتی را برای پسرانش داد. سون جیان پاسخ داد: "دونگ ژئو با بهشت مخالفت می‌کند و از قانون سرپیچی می‌کند. تا زمانی که تو و تمام قبیله ات را نکشتم و سرهایت را به چهار دریا نشان ندهم، نمی‌توانم در آرامش بمیرم. چگونه می‌توانم با او متحد شوم؟"

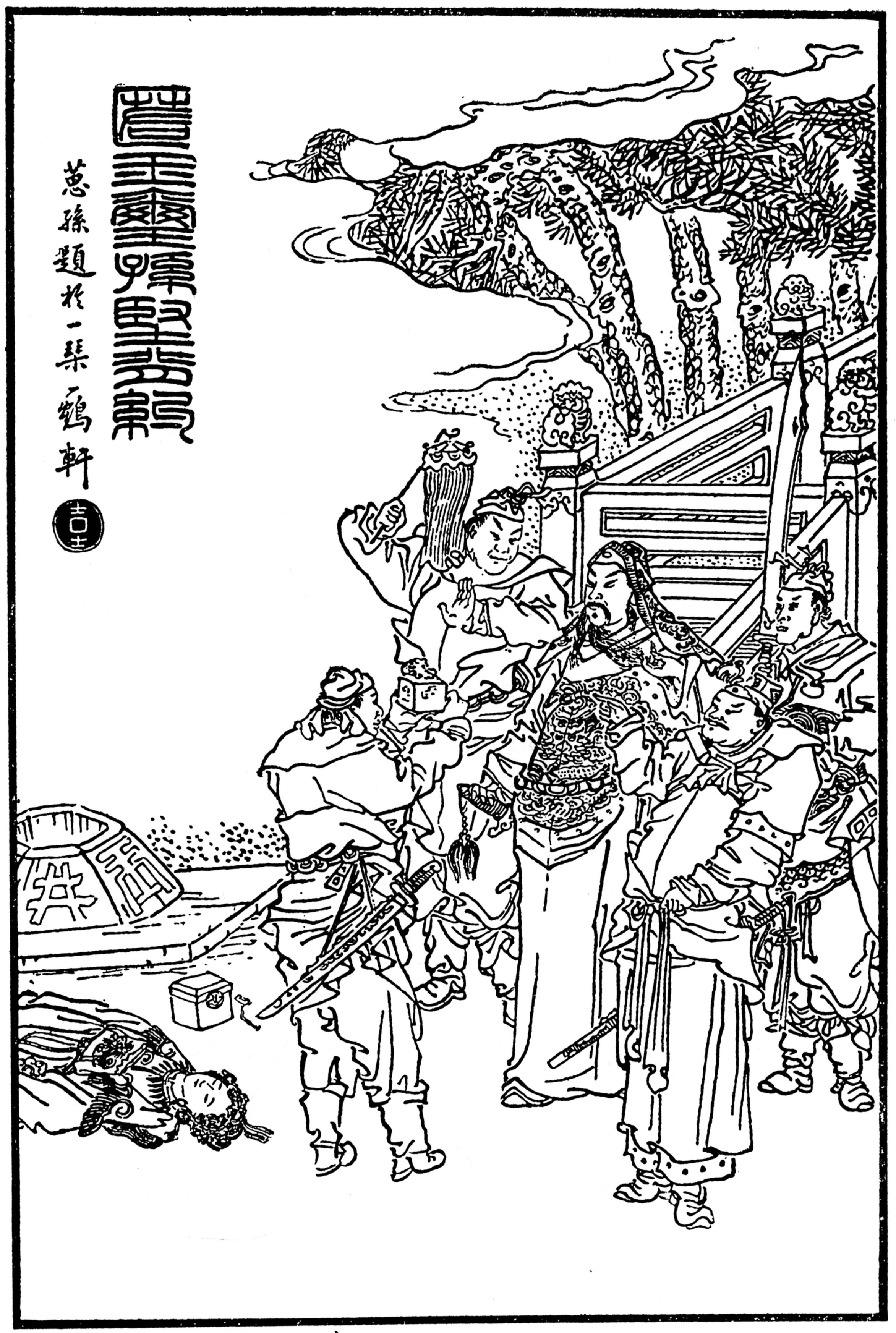
تصویری از سلسله چینگ از سون جیان در حال یافتن مهر امپراتوری.

سپس سون جیان نیروهای خود را به گذرگاه داگو (大谷關) هدایت کرد، یک گذرگاه مستحکم که از لویانگ در جنوب، ۹۰ فرسخ دورتر از لوئویانگ محافظت می‌کرد. دونگ ژو شخصاً در نبرد در مقبره‌های هان بعدی شرکت کرد، اما شکست خورد و به میانچی و شان (陝) در غرب لویانگ گریخت. سپس سون جیان به لشکر کشی به سمت لویانگ ادامه داد، جایی که با نیروهای لو بو ملاقات کرد و آنها را شکست داد. سان که در آنجا مستقر شد، به افرادش دستور داد که قبرهای امپراتوران سابق را که توسط دونگ ژو حفاری شده بود، دوباره مهر و موم کنند. در کتاب وو (吳書) وی ژائو گفته شد که سون جیان مهر امپراتوری گمشده را در چاهی در جنوب لوئویانگ پیدا کرد و آن را برای خود نگه داشت.
سپس سون جیان بخشی از نیروی خود را به سمت شینان و میانچی فرستاد تا مواضع دفاعی دونگ ژئو را تهدید کند. دونگ اکنون دونگ یو (董越) را به اردوگاه در میانچی، دوان وی (段煨) را برای کمپ در هوایین و نیو فو را برای اردو در آن‌یی (安邑) فرستاد. دیگر فرماندهان او در میان شهرستان‌ها پخش شده بودند تا از هر گونه حمله از شرق کوه‌ها جلوگیری کنند. پس از این ترتیبات، دونگ ژئو نیروهای خود را به سمت چانگان هدایت کرد.
پس از تعمیر مقبره‌های امپراتوری، سون جیان ارتش خود را به لویانگ هدایت کرد زیرا لویانگ ویران شده در برابر حملات احتمالی دونگ ژوو آسیب‌پذیر بود. پایتخت سابق لویانگ اکنون توسط هر دو نیروی متخاصم رها شده بود.

### درگیری داخلی
علیرغم موفقیت‌های سون جیان، ائتلاف به دلیل ارتباط و هماهنگی ضعیف بین رهبران، موفق نبود. جنگ سالاران در شرق نمی‌دانستند که امپراتور شیان هنوز زنده است زیرا آنها توسط گذرگاه‌هایی که لوئویانگ را از شرق جدا می‌کند منزوی شده بودند. یوان شائو و هان فو پیشنهاد کردند که لیو یو، بازرس استان یو (幽州) و یکی از اعضای قبیله امپراتوری را به عنوان امپراتور جدید بر تخت سلطنت بنشینند. سائو سائو و یوان شو با این پیشنهاد مخالفت کردند. وقتی یوان شائو و هان فو پیغامی را نزد لیو یو فرستادند تا به او اطلاع دهند، لیو پیام رسان را به شدت سرزنش کرد و قاطعانه این پیشنهاد را رد کرد. لیو وفاداری خود را به امپراتور فعلی شیان ابراز کرد و تهدید کرد که اگر یوان شائو اصرار داشته باشد که امپراتور جدید شود، به سمت شمال به قلمرو شیونگنو خواهد رفت. پس از تلاش‌های مکرر ناموفق، یوان شائو تصمیم گرفت تسلیم شود. علاوه بر این، جنگ سالاران توجه خود را از دونگ ژو به خود معطوف کردند و به جای اتحاد علیه دونگ ژو، دوباره به دنبال منافع فردی خود شدند.
هان فو، که مسئول تدارکات بود، به تدریج تأمین ارتش ائتلاف را متوقف کرد. زیردست او کو یی علیه او شورش کرد و قبل از فرار به یوان شائو او را شکست داد. این حادثه یوان را از نیاز او به تأمین منابع تأمینی خود آگاه کرد و او نقشه ای برای تصرف زمین‌های هان داشت. یوان مخفیانه با گونگسون زان برای حمله به استان جی هان فو (冀州) همکاری کرد و در نهایت هان استان جی را به یوان تسلیم کرد.
یوان شائو، ژو یو (رنمینگ) (周喁) را برای حمله به سون جیان، که از لوئویانگ برای پیوستن به یوان شو برمی‌گشت، فرستاد. در نبرد یانگ چنگ، دونگ ژئو یک حمله غافلگیرکننده به اردوگاه سان در یانگ چنگ انجام داد و آن را تصرف کرد. یوان شو گونگ سون یو (公孫越) را برای کمک به سون جیان در مبارزه با ژو یو فرستاد. گونگ سون یو در این نبرد کشته شد، اگرچه این یک پیروزی برای سون جیان بود. گونگ سون زان یوان شائو را مسئول مرگ گونگسون یوئه دانست و علیه یوان شائو اعلام جنگ کرد که متعاقباً به نبرد جی چیائو منجر شد.
تا آن زمان، ائتلاف شکست خورده و فروپاشیده بود و فقط به نام وجود داشت.

### مرگ دونگ ژئو
در سال بعد، جنگ سالاران هیچ اقدامی علیه دونگ ژئو انجام ندادند. دونگ گهگاه ارتشی را برای حمله به جنگ سالار ژو جون می‌فرستاد و قلمرو او را غارت می‌کرد.
دونگ ژئو در دربار امپراتوری به وضعیت مستبد خود بازگشت، اما تحمل او نسبت به مخالفان کمتر شده بود، زیرا هر مقامی که سخنان توهین آمیز خفیفی به زبان می‌آورد بلافاصله کشته می‌شد. او تمام اعضای طایفه و بستگان خود را با ازدواج در مناصب عالی‌رتبه منصوب کرد. حتی به پسران شیرخوار او لقب مارکیز می‌دادند و با مهرهای طلایی و منگوله‌های بنفش بازی می‌کردند.
مقامات دادگاه وانگ یون، هوانگ وان (黃琬)، شیسون روئی (士孫瑞) و یانگ زان (楊瓚) برای ترور دونگ ژئو نقشه کشیدند. آنها لو بو را متقاعد کردند که به آرمان خود بپیوندد زیرا رابطه لو بو با دونگ ژئو پس از پرتاب تبر به سمت او و به دلیل رابطه او با یکی از خدمتکارهای دونگ به‌طور فزاینده ای تیره می‌شد.
در ۲۲ مه ۱۹۲، دونگ ژئو با ارابه خود در راه رفتن به یک مجلس بود که لی سو به سمت او پیش رفت و او را با چاقو زد. دونگ ژئو با فریاد از لو بو خواست که از او محافظت کند، اما لو بو او را کشت. بستگان دونگ ژئو پس از مرگ او اعدام شدند در حالی که جسد او در خیابان‌های چانگ‌آن رها شده بود. افسر نگهبان روی ناف جسد فتیله ای روشن کرد و روزها روی چربی‌های جسد می‌سوخت.
پس از مرگ دونگ ژو، چند تن از وفاداران او، مانند فن چو، گو سی و لی جو، فرار کردند زیرا معتقد بودند وفاداری آنها به دونگ ژئو به عنوان خیانت در نظر گرفته می‌شود. وانگ یون، که پس از مرگ دونگ ژئو، کنترل دولت را به دست گرفته بود، درخواست عفو آنها را شنید و گفت: «از همه کسانی که باید عفو شوند، آنها استثنا هستند.» وفاداران دونگ ژئو از اظهارات وانگ یون خشمگین شدند و به جنگ پرداختند. با این حال، آنها توسط لو بو و نیروهای امپراتوری شکست خوردند. در نهایت، نیروهای باقیمانده دونگ ژئو موفق شدند با پرت کردن حواس لو بو، او را فریب دهند و کنترل چانگان را به دست گرفتند. وانگ یون نیز کشته شد.
قدرت سلسله هان شرقی پس از آن به دست بقایای دونگ ژئو افتاد و به تدریج به مبارزه برای قدرت تبدیل شد که به تدریج در سراسر کشور گسترش یافت.